# 김미호
김미호(1967년 10월 7일~)은 롯데 자이언츠, 쌍방울 레이더스에서 뛰었던 전 야구 선수다. 1992년에 롯데의 지명을 받고 입단하여 등번호 24번을 부여받았다. 롯데에서는 주로 백업 2루수로 뛰었으며 1996년 트레이드를 통해 쌍방울로 이적하여 한 시즌을 더 소화한 뒤 은퇴했다.

## 기록
- 1992년: 3경기 1안타 0.250(타율)
- 1993년: 57경기 14안타 3도루 0.241
- 1994년: 31경기 14안타 3도루 0.209
- 1995년: 25경기 12안타 1도루 0.207
- 1996년: 41경기 10안타 1도루 0.233
- 1997년: 13경기 8안타 1도루 0.296

## 출신 학교
- 인천고등학교
- 인천전문대학

## 같이 보기
- 1992년 롯데 자이언츠 시즌